# 과대 망상 (영화)

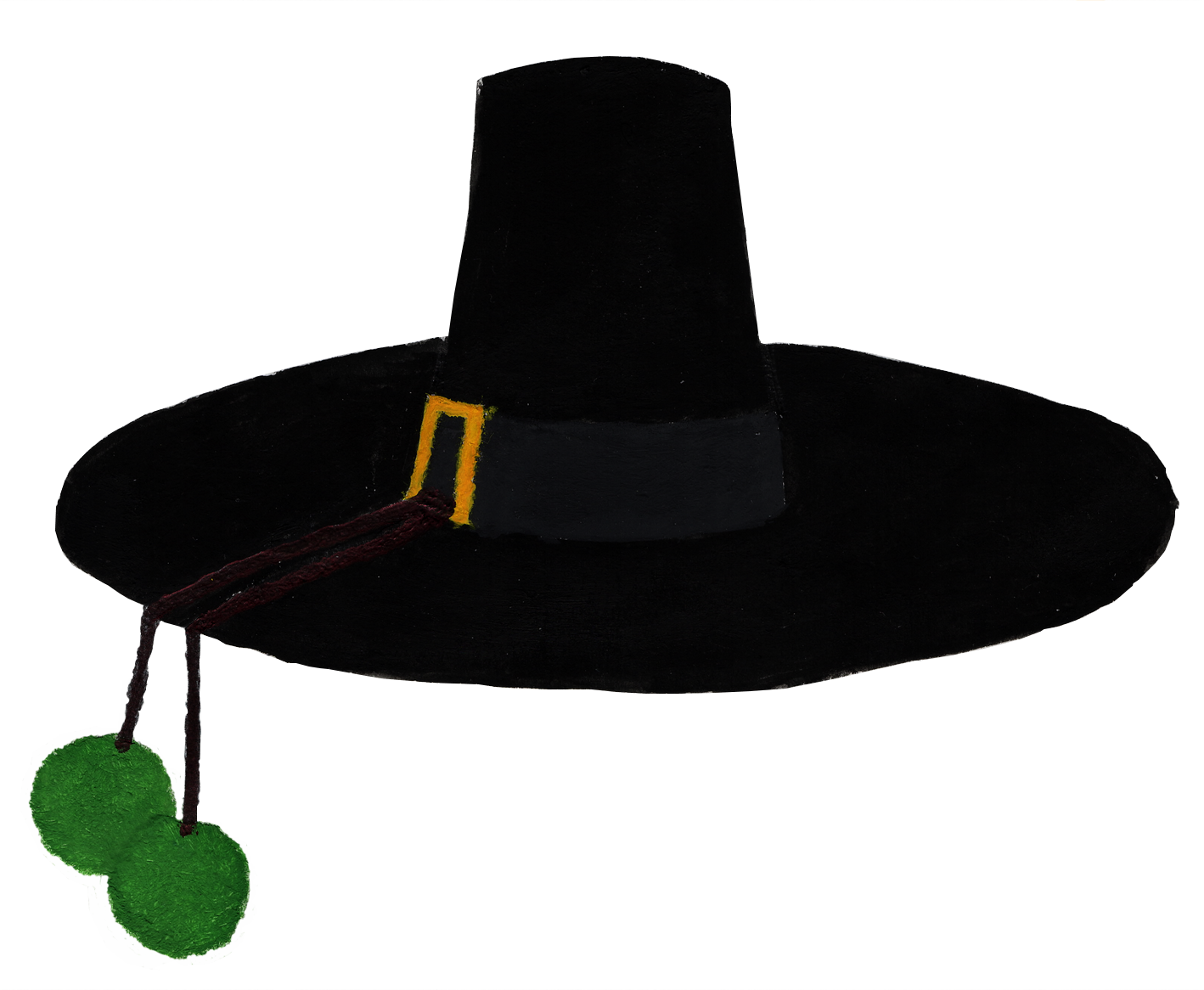

《과대 망상》(프랑스어: La folie des grandeurs)은 프랑스, 이탈리아, 독일, 스페인 합작으로 만들어진 프랑스의 코미디 영화로 제라드 우리가 감독, 촬영했다. 빅토르 위고의 연극 <Ruy Blas>(1838)를 폭넓게 해석한 이 영화는 1971년에 개봉했다.
17세기 스페인을 배경으로 하는 이 영화는, 위선적이고 탐욕스러운 에스파냐 왕국의 장관인 돈 살뤼스트가 자신의 오래된 하인인 블라즈를 앞세워 자신의 지위를 되찾고자 하는 내용을 담고 있다.
1960년, 《Comédie-Française》를 제작하고 있던 제라드 우리 감독은 본래 낭만주의 극이던 것을 코믹한 영화로 각색하려는 아이디어를 구상했다. 10년 후, 영화 《Le Corniaud》(1965)와 《La Grande Vadrouille》 (1966)의 대성공을 거둔 그는 본격적으로 각색을 시작했다. 우리 감독은 당초부터 블라즈와 그의 주인 돈 살뤼스트 역에 배우 부르빌과 루이 드 퓌네스를 염두에 두고 진행하였다. 그는 그의 딸인 다니엘 통송, 그리고 마르셀 줄리앙과 대본을 공동 집필하였다.
하지만 불행히도 부르빌이 오랜 투병 생활 끝에 1970년 9월 23일 사망하는 바람에 영화가 불발될 뻔 했다. 오리 감독은 시몬 시뇨레의 추천을 받아 이브 몽탕에게 블라즈 역을 해보지 않겠냐고 제안했다. 이브 몽탕은 제안을 받아들이고 그만이 가지고 있는 개성과 연기 방식으로 블라즈 역을 소화했다.
촬영은 1971년 4월부터 8월까지 스페인과 프랑스에서 이루어졌다. 이 영화는 고몽(Gaumont)과 이탈리아, 스페인, 서독의 제작사 간 공동제작의 결과로, 한화 약 3억 6천만원의 예산이 투입되었다. 또한 알함브라 궁전, 에스큐리알 수도원, 보 르 비콩트 성 등 화려한 명소에서 야외 촬영이 진행되었다. 해외 각지에서 개봉하였으며, 당대 유명 가수이자 작곡가인 미셸 폴나레프(Michel Polnareff)가 영화의 OST를 작곡하였다.
《과대 망상》은 고몽 사(Gaumont)에서 배급하였고, 1971년 12월 8일 프랑스에서, 그리고 1972년 초 공동제작에 참여한 국가들에서 개봉하였다. 이브 몽탕과 루이 드 퓌네스의 연기 호흡은 대중의 인기를 끌었으며, 이 덕분에 영화는 1971년 프랑스 박스 오피스에서 556만 5824명의 관객 수를 기록하며 4위에 올랐다.

## 시놉시스
배경은 17세기 황금기를 맞은 스페인.
살뤼스트 백작(루이 드 퓌네스 역)은 스페인의 왕 아래 재정장관을 맡고 있으며, 이 지위를 이용하여 부를 축적하고 있다. 그러나 살뤼스트를 싫어하는 마리안 드 누부르그 여왕은 그를 왕궁에서 쫓아내는 데 성공한다. 복수심에 가득찬 살뤼스트는 여왕의 명예를 손상시키기로 결심한다. 그의 조카인 돈 세자르가 음모에 가담하는 것을 거절하자, 그는 여왕에 대한 사랑으로 위축된 하인 블라즈 (이브 몽땅 역)에게 매력적인 왕자 역할을 맡게 한다. 그러나 오해로 인해, 블라즈는 오히려 예법교사 도나 후아나 (앨리스 사프리치 역)의 호감을 사는 데에만 성공한다.

## 줄거리
바잔의 돈 살뤼스트는 스페인의 샤를 2세 휘하의 장관이다. 그는 음흉하고 위섡거이며 욕심 많은 자로서 그의 이익을 위해 세금을 횡령한다. 그에게 핍박당하는 시민들은 그를 혐오한다. 바바리아의 아름다운 공주이자 노이부르크의 왕비 마리앤의 나인과 부정한 관계를 맺어 아이를 갖게 된 그는, 왕비에 의해 기소되어 직위를 잃고 수도원으로 귀양을 가게 된다.
복수하고자 하는 의지로 그는 사기꾼이 된 매력적인 조카 세자르에게 접근하지만, 세자르는 협력하기를 거절하고 살뤼스트는 하수인들로 하여금 그를 붙잡아서 바바레스크의 노예로 팔아버린다. 그래서 그는 복수를 위해 최근 해고한 그의 하인 블라즈를 이용하기로 결심하고, 블라즈가 여왕을 흠모하는 마음을 알게 된다. 그는 블라즈를 세자르로 변장시켜서 왕비를 유혹하는 것을 돕기로 한다.
궁정에서 그를 소개한 날에, 블라즈는 대귀족들에 의해 왕을 시해하려는 계획을 실패로 돌아가게 한다. 이렇게 그는 왕과 왕비의 신임을 얻고 빠르게 장관이 된다. 시간이 흐른 뒤 살뤼스트는 대귀족들이 블라즈가 왕과 함께 천민들이 아니라 귀족들에게 세금을 부과한 것 때문에 블라즈에게 복수하려는 것을 알게 된다. 이것은 살뤼스트의 음모가 실패로 돌아가게 만들 위험을 내포하고 있었다.
한편 블라즈는 왕비에게 자신의 사랑을 고백하려고 하지만, 왕비의 예절 선생을 피하기 위한 시도 때문에 그녀가 왕비의 자리를 대신하게 되고, 그녀는 블라즈의 말이 자신을 향한 칭찬이라고 믿는다. 이 때문에 블라즈는 자신의 말을 전하지 못했지만, 그 사실을 모른다. 자신을 찾던 남작 때문에 떠나게 된 블라즈는, 그녀가 자신의 감정을 홀로 표현하도록 내버려 둔다. 하지만 그건 블라즈가 아니라 블라즈가 떠난 자리를 대신한 왕의 개에게 고백한 것이었다.
독이 든 케익을 먹으려던 찰나에 블라즈는 음모를 알고 있던 살뤼스트에 의해 구사일생한다. 블라즈는 옛 주인의 친절이라고만 생각했지만 살뤼스트가 블라즈를 도와준 것은 자신의 더 큰 계획(복수)을 위해서였다. 살뤼스트는 계획에서 큰 실수를 저지르는데, 실수로 왕비가 아닌 도나 후아나에게 앵무새를 보내 세자르가 따로 만나자고 했다는 말을 전한다. 도나 후아나는 다시 원래 그녀의 것이 아닌 말들을 들은 것이다. 다행히도 살뤼스트는 작은 여인숙으로 왕비를 초대하는 데에 성공했다.
상황은 진짜 세자르가 북아프리카 감옥에서 탈출하면서 더욱 복잡해진다. 그는 살뤼스트에게 붙잡혀 여관에 묶여있는 블라즈를 풀어준다. 블라즈가 자신을 사랑한다고 믿는 도나 후아나는 여인숙에 와서 그를 위한 인상적인 스트립쇼를 보인다. 그녀는 육체적 관계를 원하지만 살뤼스트가 강력한 수면제를 탄 음료 덕분에 블라즈는 상황을 모면한다. 왕은 블라즈가 도나 후안나의 사랑을 독차지하고 있다고 믿고 있다. 블라즈는 세자르와 함께 왕의 눈앞에서 살뤼스트의 모든 계획을 저지한다. 마지막 순간에 블라즈가 아닌 진짜 세자르가 마차에 숨은 채 여왕과 함께 떠난다. 블라즈는 자신이 사랑하는 여왕을 떠나보내며 안타깝게 바라본다.
결국 왕은 살뤼스트와 블라즈를 모두 북아프리카 감옥으로 보낸다. 살뤼스트는 그의 음모 때문이었고 블라즈는 도나 후아나와 결혼하기를 거부했기 때문이었다. 그러나 도나 후아나는 사막까지 블라즈를 쫓아 온다.